# Come una madre
Come una madre è una miniserie televisiva italiana del 2020, diretta da Andrea Porporati.

## Trama
Angela Graziani è in lutto per la morte del figlio Matteo, deceduto in un incidente stradale a soli nove anni. In cerca di solitudine, Angela decide di lasciare Roma per raggiungere il luogo della sua gioventù nell'arcipelago toscano. Un giorno la vicina di casa e madre single Elena le chiede di tenerle i figli Bruno e Valentina per qualche ora. Elena però viene uccisa da un killer di nome Greco, che fa ricadere la colpa su di lei, Angela per evitare l'arresto è costretta a scappare con i due bambini, per proteggerli da coloro che hanno ucciso la madre. Il maggiore dell'intelligence Massimo Sforza si mette sulle loro tracce, e Angela cercherà di riabilitare il suo nome e di proteggere Bruno e Valentina, affezionandosi sempre di più a loro, i quali a loro volta impareranno ad amarla come una madre.

## Episodi
| Stagione | Episodi | Prima TV |
| -------- | ------- | -------- |
| Episodi  | 6       | 2020     |